# 우주왕복선 궤도선

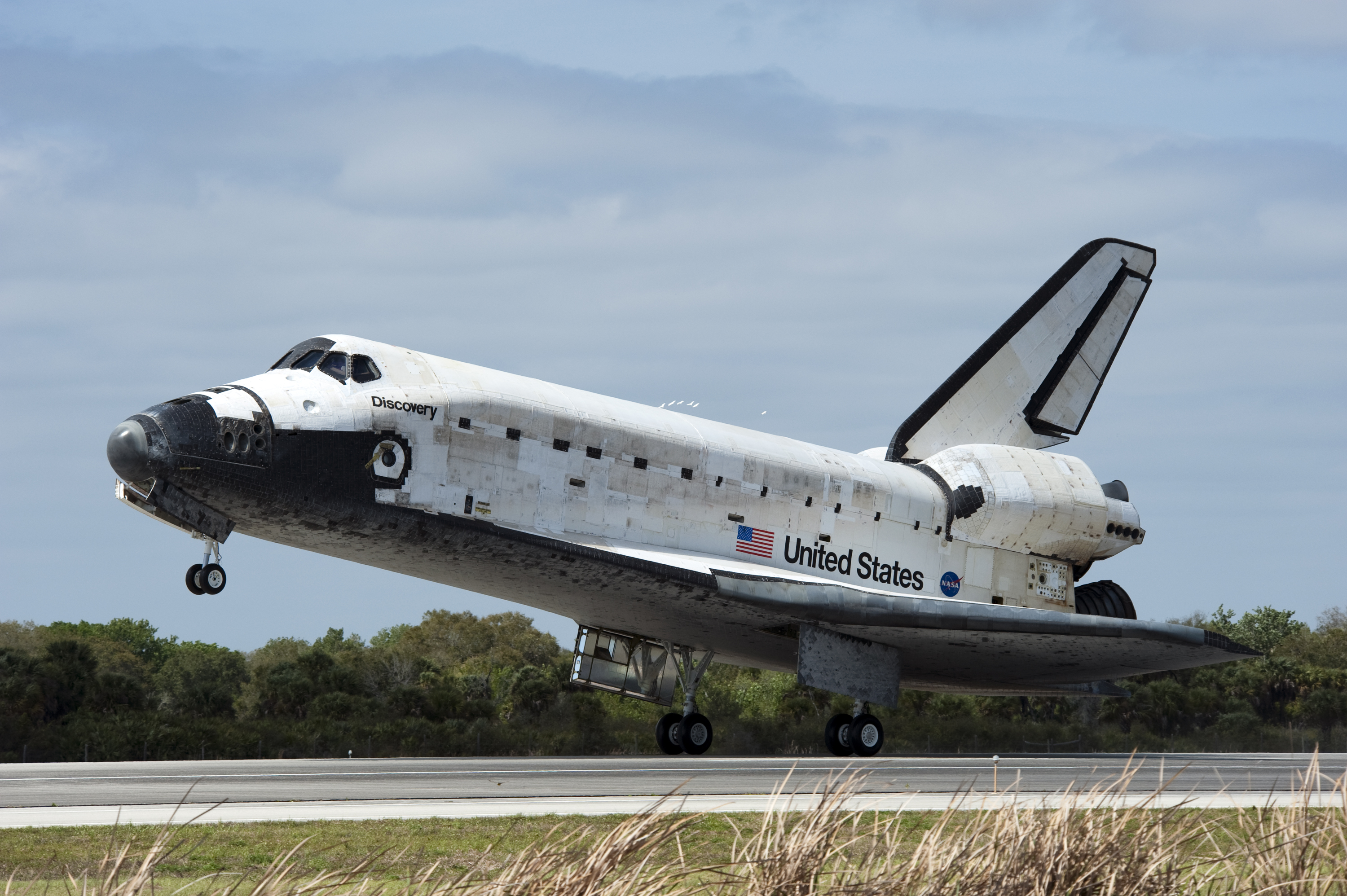
케네디 우주센터에 착륙중인 디스커버리호 궤도선

우주왕복선 궤도선(Space Shuttle orbiter)은 미국 우주왕복선의 우주선을 말한다.

## 역사
우주왕복선은 궤도선, 우주왕복선 외부 연료 탱크, 1200톤 추력의 우주왕복선 고체 로켓 부스터 2개로 구성되어 있다. 궤도선은 1977년부터 2011년까지 사용되었다. 6개의 궤도선이 제작되었으며, 2대는 임무중에 폭발했다.
발사중량은 110톤이다. 24.31톤의 화물을 탑재한다.
엔터프라이즈 우주왕복선 궤도선 OV-101은 시험비행만 5회 했지, 실제로 우주로 발사되지는 않았다. 나머지 5대 궤도선이 모두 130회 우주로 발사되어, 6대가 135회 발사되었다.

## 내열
궤도선은 마하 23으로 대기권을 재진입하기 때문에, 불타지 않는 게 중요하다. 우주왕복선 내열 시스템 참조.

## 로켓
궤도선의 무게가 110톤으로, 지구상에 110톤 인공위성을 지구 저궤도로 발사할 수 있는 우주로켓은 거의 없다. 닐 암스트롱을 달착륙하게 한 새턴 5호 로켓이 118톤의 인공위성을 발사할 수 있었다. 달리 말하면, 우주왕복선 130회 발사는, 새턴 5호의 130회 발사라고 말할 수 있다. 나로호의 1단 엔진 추력이 170톤이었는데, 새턴 5호는 추력 3400톤이다. 엄청나게 초대형 로켓이다.
러시아의 대형 발사체인 프로톤-M이 고작 23톤 인공위성을 발사할 수 있다.
궤도선은 8인승인데, 주로 7명이 탑승했다. 2011년 7월 8일 STS-135를 마지막으로 비행했으며, 9년 동안 러시아 소유스 우주선을 사용하다가, 2020년 11월 16일 리질리언스 우주선 발사에 성공했다. 리질리언스 우주선은 7인승인데, 4명만 탑승했으며, 팰컨9 블록5 로켓으로 발사했다. 1단 엔진 추력이 760톤이다. 새턴 5호의 3400톤에 비하면 매우 작은 로켓이다.

## 같이 보기
- 우주왕복선
- 부란 계획
- 드림 체이서